# Puente de Piedra (Ratisbona)
El puente de Piedra (en alemán: Steinerne Brücke) en Ratisbona, Alemania, es un puente de piedra de arcos múltiples del siglo XII que cruza el río Danubio y que une el casco antiguo con Stadtamhof. Durante más de 800 años, hasta la década de 1930, fue el único puente de la ciudad que cruzaba el río. Es una obra maestra de la construcción medieval y un emblema de la ciudad.

## Ubicación
El extremo sur del puente puede haber sido la ubicación de una antigua puerta de la ciudad. La tienda de sal Amberg de principios del siglo XVI (en alemán: Salzstadel) y la tienda de sal de Ratisbona de principios del siglo XVII se construyeron enfrente. El restaurante Regensburg Sausage Kitchen al este de la tienda de sal de Ratisbona se construyó frente a la muralla de la ciudad en el siglo XIV; un edificio anterior en el mismo sitio probablemente sirvió como cantina para los trabajadores que construyeron el puente. Más al este se encuentra el Regensburg Museum of Danube Shipping. El puente históricamente ha causado problemas para el tráfico del Danubio, como fue observado por Napoleón en 1809. Causaba fuertes corrientes lo que requerían que los envíos aguas arriba con potencia insuficiente fueran remolcados hasta 1916, cuando se instaló un sistema eléctrico para remolcar los barcos. Esto se eliminó en 1964. Dado que el tráfico de barcazas modernas requiere más espacio libre que el que tienen los arcos del puente, este tramo del río ahora solo se usa para el transporte recreativo y de excursiones. Las embarcaciones más grandes son desviadas hacia el norte a través del canal Ratisbona-Regen-Danubio, que se construyó en la llanura aluvial llamada Protzenweiher que se usaba para mercado de ganado y diversiones públicas y forma parte de la Ruta Europea del Agua entre Róterdam en la desembocadura del Rin y Constance en el Mar Negro. (La demolición del puente para eliminar la obstrucción se propuso ya en 1904).

## Historia
Carlomagno construyó un puente de madera en Ratisbona, aproximadamente a 100 metros al este del puente actual, pero era inadecuado para el tráfico y era vulnerable a las inundaciones, por lo que se decidió reemplazarlo por un puente de piedra.
El Puente de Piedra se construyó en solo once años, probablemente entre 1135 y 1146. Luis VII de Francia y su ejército lo utilizó para cruzar el Danubio en su Camino a la Segunda Cruzada. Sirvió como modelo para otros puentes de piedra construidos en Europa en los siglos XII y XIII: el puente sobre el Elba (ahora Puente de Augusto) en Dresde, el Puente de Londres sobre el Támesis, el Puente de Aviñón que atraviesa el Ródano y el Puente de Judith (antecesor del Puente de Carlos) sobre el Moldava en Praga. Siguió siendo el único puente que cruzaba el Danubio en Ratisbona durante aproximadamente 800 años, hasta la construcción del Puente de Nibelungen. Durante siglos fue el único puente sobre el río entre Ulm y Viena, lo que convirtió a Ratisbona en un importante centro de comercio y gobierno.
El puente originalmente tenía su propia administración, utilizando un sello que lo describía, el ejemplo más antiguo de los cuales data de 1307; se utilizaron peajes para su mantenimiento.

### Construcción y modificaciones
El puente de piedra es un puente en arco con 16 arcos. En el extremo sur, el primer arco y el primer pilar se incorporaron a la tienda de sal de Ratisbona cuando se construyó en 1616, pero actualmente permanecen en su lugar debajo de la carretera de acceso al puente. Una investigación arqueológica que se realizó en 2009 reveló daños causados por un incendio durante la Edad Media.  El puente originalmente tenía 336 m de largo; El edificio del primer pilar lo redujo a 308.7 m. El extremo sur del puente de la Ciudad Vieja está medio metro más bajo que el extremo norte de Stadtamhof. y el puente se dobla ligeramente debido al curso del río en ese punto.
La construcción del puente se hizo más fácil gracias a un verano inusualmente cálido y seco en 1135, que causó niveles muy bajos de agua en el Danubio. Algunos de los pilares del puente se encuentran en las dos islas del Danubio dentro de la ciudad, el Upper y Lower Wöhrd. Los otros descansan sobre cimientos de troncos de roble en el lecho del río, que se construyeron dentro de coferdanes de tablas de roble. Para protegerlos de ser socavados por el río, están rodeados por islas o pilares artificiales; estos se agrandaron en 1687. Los estribos del puente son un impedimento importante para el flujo de agua, con tan solo 4 metros entre ellos, creando fuertes corrientes de torbellino debajo del puente y aguas abajo, que se conocen como el "Regensburg Danube Strudel". Cinco de estos estribos se redujeron de tamaño en 1848 como parte de la construcción del Canal de Ludwig, y todos fueron reducidos y reforzados con hormigón y piedra durante los trabajos de renovación en 1951 y 62.  La construcción con pilares es una modificación de la técnica utilizada por los romanos para el puente Puente romano de Tréveris sobre el Mosela, donde los pilares descansan directamente en el lecho del río.
Los molinos de agua fueron construidos en el extremo sur del puente, haciendo uso de las corrientes que creó; Los ingresos contribuyeron al mantenimiento del puente. Los bávaros los quemaron en 1633 durante la Guerra de los Treinta Años; algunos fueron reconstruidos en 1655 pero en 1784 una represa de hielo en el río los destruyó. Uno fue reconstruido al pie de la tienda de sal durante unos años más.

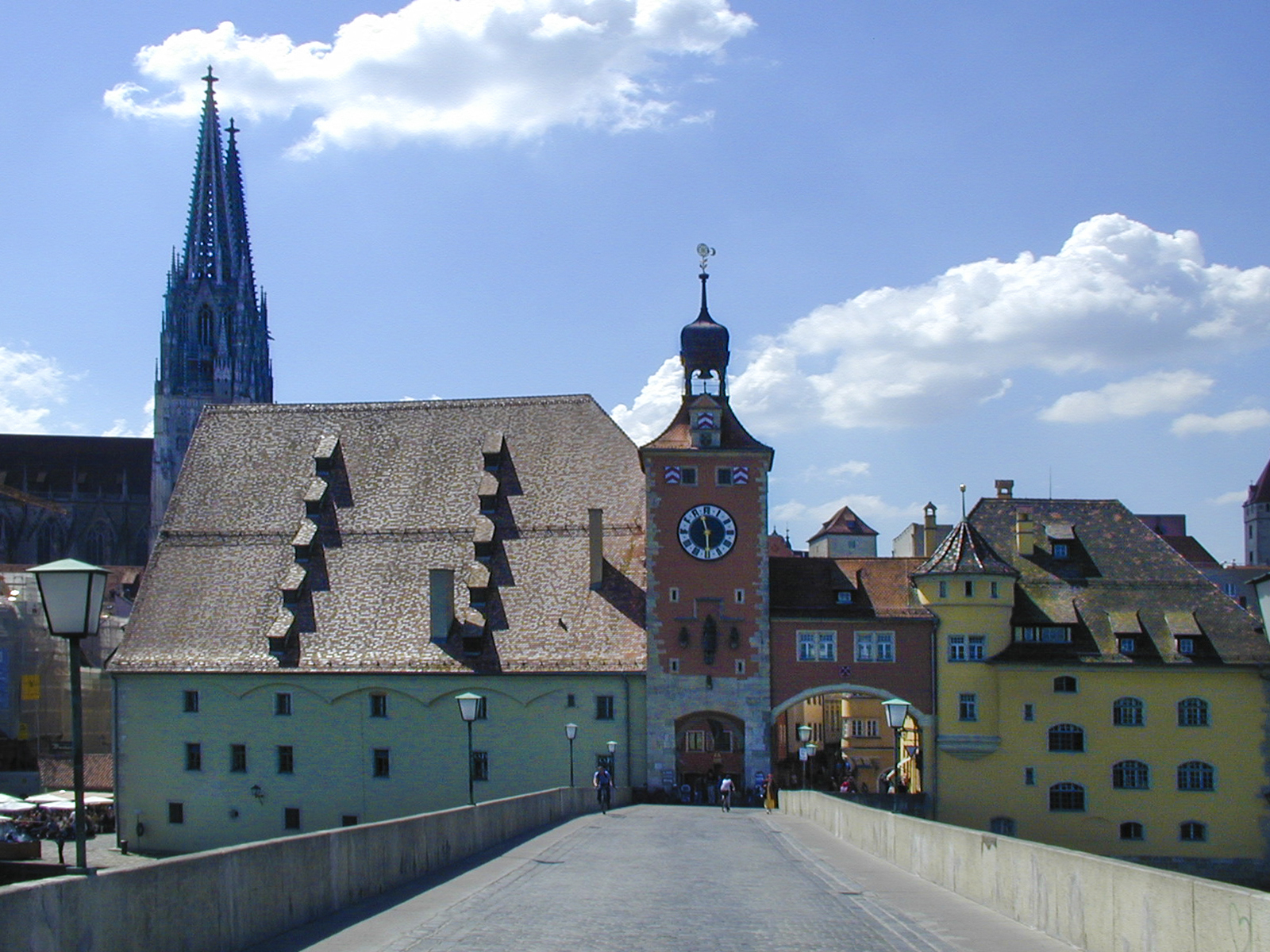
La torre que aun permanece en el extremo sur del puente, con el arco del tranvía a la derecha, y la tienda de sal; La catedral de Ratisbona al fondo.

En la Guerra de los Treinta Años, durante el ataque sueco a la ciudad en 1633, el cuarto tramo del puente (el tercero ahora visible) fue volado. El hueco se rellenó con un puente levadizo de madera y solo se reparó en 1790/91 cuando se hizo evidente que la sección faltante estaba debilitando el puente.
El puente originalmente tenía tres torres, de las cuales solo sobrevive la torre sur, una torre de la puerta de la Ciudad Vieja. La torre sur original fue construida alrededor de 1300; junto a ella había una capilla dedicada a Santa Margarita. A mediados del siglo XVI, se convirtió en una prisión para deudores y la torre se conoció como la Torre de la deuda ( Schuldturm ). La torre central fue construida alrededor de 1200. Las torres del sur y del medio fueron destruidas por el fuego en la Guerra de los Treinta Años, cuando los suecos ocuparon la ciudad.  Fueron reconstruidas en 1648, y el reloj se agregó a la torre sur en ese momento, pero la torre central fue demolida en 1784 después de haber sido casi destruida por la represa de hielo.  La torre norte (la Torre Negra), probablemente se construyó en la segunda mitad del siglo XII, junto con el puente. Fue fuertemente fortificada entre 1383 y 1429, incluido un puente levadizo.  Esta torre fue dañada en 1809 durante la Guerras Napoleónicas cuando los franceses y los bávaros retomaron la ciudad a los austriacos y tuvo que ser demolida el año siguiente.  En 1824/25 el sitio donde se encontraba se amplió para dar cabida a un bazar.

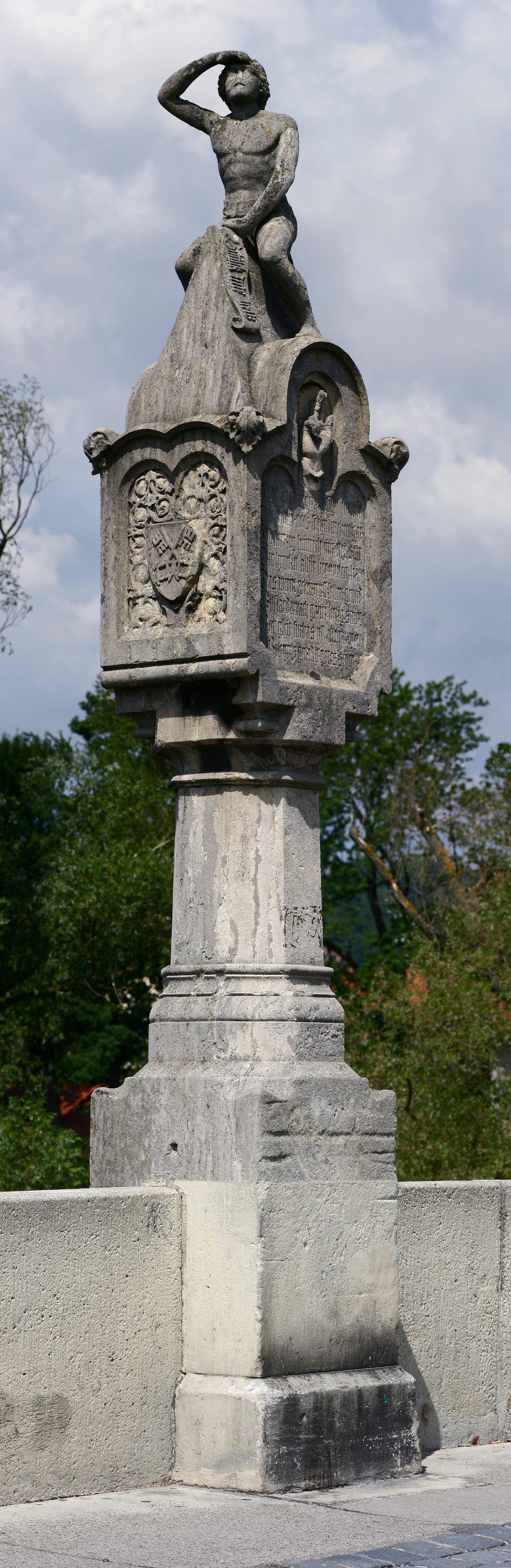
Bruckmandl en el punto más alto del puente

La capilla fue demolida y reemplazada por una caseta de peaje en 1829. A principios del siglo XX, cuando se construyó el tranvía, se eliminaron todos los edificios entre la torre restante y la tienda de sal Amberg, ampliando la calle que se aproxima al puente y fue construido un amplio arco sobre el puente al lado de la torre.  Al final de la Segunda Guerra Mundial, el 23 de abril de 1945, las tropas alemanas dinamitaron el segundo pilar del puente y también el undécimo, para frenar el avance de las tropas americanas. Los estadounidenses instalaron un entablado temporal el invierno siguiente, pero el daño no se reparó completamente hasta 1967.
Originalmente, el puente tenía gruesas balaustradas de piedra, con pasarelas peatonales muy estrechas al lado.  Las balaustradas se reemplazaron en 1732 con losas de arenisca más delgadas, ensanchando la calzada. En 1877, a su vez se reemplazaron con granito de Flossenbürg, y la rampa de madera que había conectado el puente al Upper Wöhrd desde 1499 se reemplazó con una de hierro al mismo tiempo. Finalmente, en 1950, el puente recibió balaustradas de hormigón.
El extremo norte del puente era anteriormente la frontera entre el Ducado (más tarde Electorado) de Baviera y la Ciudad Imperial Libre de Ratisbona. En el punto más alto del puente hay una talla de piedra llamada Bruckmandl o Brückenmännchen (puente mannikin), un joven en gran parte desnudo que se cubre los ojos con una mano y con una inscripción que dice "Schuck wie heiß "(probablemente una referencia al caluroso verano cuando se inició el puente ). Se ha dicho que simboliza las libertades de la ciudad y su emancipación del control del obispo. También se ha dicho que representa al constructor del puente. Originalmente estaba instalado sentado en el techo de un molino, y ahora se encuentra sentado en el mismo puente en el techo de una casa de peaje en miniatura. La versión actual es la tercera. El original fue reemplazado en 1579; la estatua actual fue erigida el 23 de abril de 1854. La estatua de 1579, que perdió sus piernas y brazos en la guerra de 1809, se encuentra en el Museo de Historia de Ratisbona. Anteriormente había un crucifijo en el puente; se eliminó en 1694.
El puente también tiene otras esculturas: estatuas completas del emperador Federico II Hohenstaufen (de pie sobre una cabeza enmascarada con cuernos de carnero, y originalmente en la torre norte ahora demolida; la estatua actual es una réplica de 1930), Felipe de Suabia y su consorte Irene Angelina (ambos en el trono y originalmente en la torre central; la escultura de Felipe es una réplica) y relieves que incluyen cabezas que pueden ser las del constructor original y las de los reconstructores después en la Edad Media, un lagarto, un basilisco, una comadreja, un león (reemplazado con una réplica en 1966), dos gallos luchando y un perro tumbado. Originalmente también había una máscara apotropaica y una escultura romana de un león alado en la torre central.  Los gallos y el perro se han relacionado con la leyenda sobre el edificio del puente; alternativamente el Bruckmandl, el basilisco, el perro, las tres cabezas y una "piedra pequeña dentro de una piedra grande" ahora perdida que estaba en el piso de la cabaña del vigilante al lado del torre de enmedio se han interpretado como un simbolismo cristiano que indica que el puente fue obra de una escuela de arquitectos clericales.

### Uso actual y restauración

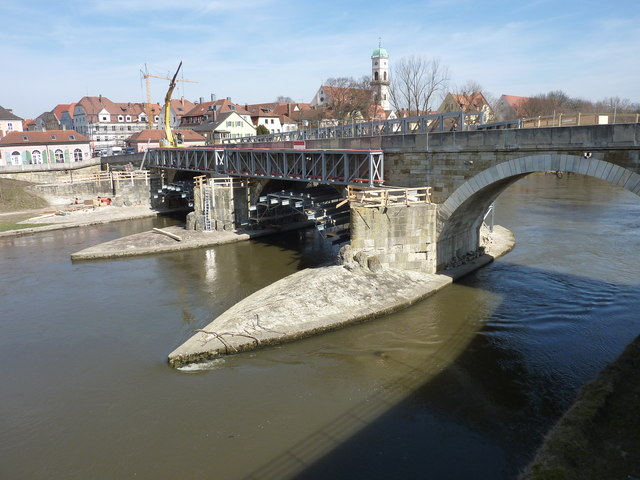
Extremo norte del puente en reparación en marzo de 2010

El puente y la catedral son los dos principales emblemas de la ciudad. Sin embargo, el puente ha sido seriamente dañado por el tráfico pesado en las últimas décadas y por el daño del agua y la sal, por mal drenaje y falta de sellado de la mampostería. Durante más de una década, el puente estuvo cerrado a vehículos privados y, a partir de 2005, se monitorizó a distancia las 24 horas del día desde Núremberg para detectar signos de colapso inminente.  En la tarde del 1 de agosto de 2008, también estuvo cerrado a autobuses y taxis y se convirtió en un puente peatonal y para bicicletas. Esto se debió a un informe de que las balaustradas no serían suficientes para detener un autobús.
El puente ha estado en restauración desde 2010; originalmente se esperaba su finalización en 2014, pero se espera que sea lo más pronto posible en 2017. Se están utilizando puentes temporales para permitir que más de 120, 000 usuarios anuales del puente puedan atravesar la sección que se está reconstruyendo.  El estado de Baviera realizó una búsqueda exhaustiva de dos años y con un costo de 100, 000 € para encontrar la piedra adecuada para usar en la restauración, similar en color y estructura al material original del puente y suficientemente resistente a la intemperie. Finalmente se encontró un tipo satisfactorio de piedra arenisca en una cantera abandonada cerca de Ihrlerstein. El puente permanecerá cerrado para los vehículos de motor después de la renovación.

## Leyenda
Hay una leyenda en la que se narra que el constructor del puente y el constructor de la catedral (que fueron aprendices y maestros) apostaron a quién terminaría primero. Cuando el edificio de la catedral avanzaba más rápido que el puente, el constructor del puente hizo un pacto con el Diablo: el Diablo lo ayudaría a cambio de las tres primeras almas (o los primeros ocho pies) que cruzaran el puente. El diablo ayudó según lo solicitado, y el puente fue terminado primero. Pero el constructor del puente envió primero un gallo, una gallina y un perro. Se dice que una estatua de un hombre que cae, en la catedral representa al maestro que se arroja al vacío por haber perdido la apuesta. Enfurecido, el diablo intentó destruir el puente, pero fracasó, y es por eso que está doblado. De hecho, el puente ya estaba acabado cuando se inició la construcción de la catedral en 1273.